# Каука (річка)
Каука (ісп. Cauca) — річка в Колумбії, між хребтами Кордильєра-Оксиденталь і Кордильєра-Сентраль. Починається на південному заході Колумбії біля міста Попаян та вливається в річку Маґдалену південніше міста Санта-Крус-де-Момпос. Повна довжина річки 1 350 км від витоку до гирла. Річка знаходиться під охороною організацій Corporación Regional del Cauca і Corporación Autonoma Regional del Valle del Cauca.

## Каскад ГЕС
На річці розташовані ГЕС Salvajina, ГЕС Ітуанго (споруджується).